# Asio flammeus
Il gufo di palude (Asio flammeus (Pontoppidan, 1763)) è un uccello della famiglia Strigidae.

## Descrizione
Insieme al gufo reale ed al gufo comune è 
uno dei tre gufi più conosciuti.
Lungo attorno ai 35 cm, pesa tra i 200 g e i 500 g. Presenta sul dorso un piumaggio fulvo chiaro alternato a macchie quasi nere; le parti inferiori sono chiare con striature scure sul collo, presenta inoltre due bande orizzontali sulla punta della coda. In volo le ali sono lunghe e molto simili a quelle di un falco, con il quale viene spesso confuso; la colorazione tende al bianco con una grossa macchia nera sulle punte. Il disco facciale è ben evidenziato dal colore chiaro del piumaggio, bianco attorno al becco, paglierino alle estremità del disco. Possiede due ciuffi di piume corti ai lati del disco che ricordano un paio di orecchie. Gli occhi sono gialli, circondati da una sorta di mascherina nera; il becco è scuro, molto adunco e robusto.

## Biologia
Il gufo di palude conduce prevalentemente una vita solitaria; solo d'inverno, con l'arrivo della neve, si appollaia in gruppo sugli alberi per non disperdere calore. Il resto dell'anno riposa a terra. Questo uccello durante le sue ricognizioni possiede un lento volo poco battuto mentre, quando caccia, si muove a pochi metri da terra, sbattendo le ali lentamente senza rischiare lo stallo, proprio come fa una farfalla.

### Voce
È un uccello poco vocifero. Il suo verso, un suono delicato dai timbri bassi, si sente di rado. In compenso riesce a produrre un suono intenso, udibile a grande distanza, battendo rapidamente le ali sotto il corpo.

### Alimentazione
Il gufo di palude evidenzia abitudine diurne e crepuscolari e quindi tecniche di caccia diverse da quelli di altri Strigiformi.  Gli studi condotti sulla sua dieta evidenziano una preferenza verso piccoli roditori, in particolare arvicole del genere Microtus. Può alimentarsi anche di piccoli conigli, uccelli e rettili. Cattura le sue prede sorvolando con un volo radente il suolo e ghermendo le medesime con piccole picchiate negli incolti erbacei o comunque in spazi aperti e non boschivi. 

### Riproduzione

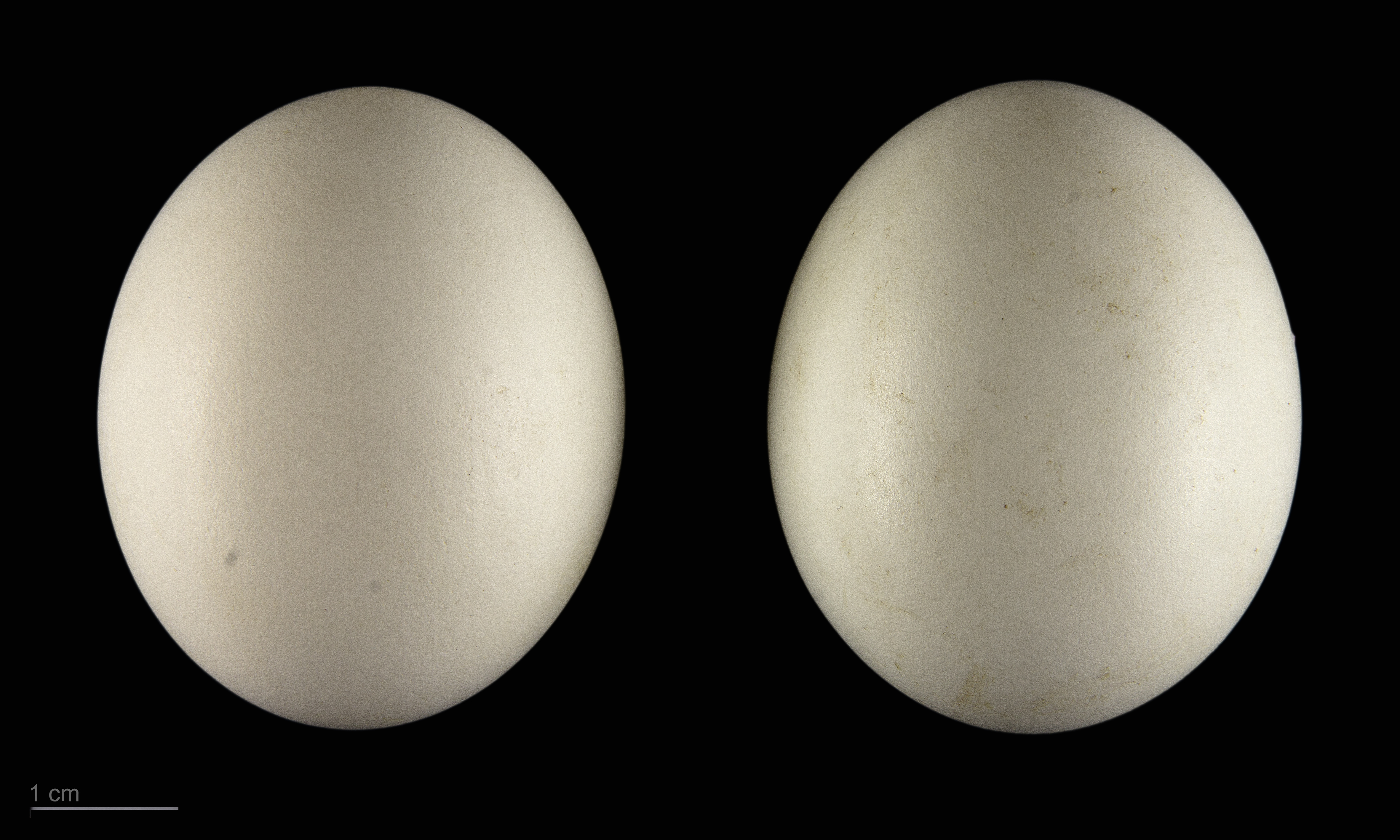
Uovo di Asio flammeus flammeus - Museo di Tolosa

Il nido è una buca scavata dalla femmina tra l'erba di zone aperte, campi coltivati, brughiere o pianure. Caso raro fra gli strigiformi, la femmina talvolta costruisce un vero e proprio nido all'interno della fossa, accumulando ramoscelli e erba secca. Depone 3-14 uova a seconda della disponibilità di cibo; L'incubazione è fatta dalla femmina per 20 giorni circa, nutrita dal maschio, che caccia per la famiglia anche dopo la schiusa delle uova. I nidacei volano a 30 giorni d'età.

### Spostamenti
Nelle zone più settentrionali del suo areale, è migratore parziale. Si sposta in gruppo per raggiungere nuovi luoghi di caccia quando le risorse del proprio territorio vengono a mancare. Si muove anche quando scopre una zona più ricca di cibo, nonostante non scarseggi nella propria.

## Distribuzione e habitat
La specie è diffusa in Europa (dalla Scandinavia alle coste del Mar Mediterraneo), Africa settentrionale, Asia (dalla Russia all'India e l'Indocina), nel Canada, negli USA, in tutto il Sud America centro-occidentale, nelle Hawaii, nei Caraibi e nelle Isole Galapagos. In Italia erano note riproduzioni sino agli anni '60 del secolo scorso, ma nel corso del 2018 questa specie è tornata a nidificare in Italia con un nido rinvenuto in provincia di Parma. Alcuni studi in Italia hanno evidenziato che vi sono aree maggiormente vocate alla sua presenza. Le lagune venete e dell'Emilia Romagna, le aree costiere della Toscana e del Lazio ma anche la Sicilia registra molte presenze nel periodo invernale.
Vive in zone paludose, pianure, lande, brughiere e zone aperte.

## Sistematica
Sono note le seguenti  sottospecie:
- Asio flammeus flammeus (Pontoppidan, 1763)
- Asio flammeus bogotensis Chapman, 1915
- Asio flammeus cubensis Garrido, 2007
- Asio flammeus domingensis (P.L.Statius Müller, 1776)
- Asio flammeus portoricensis Ridgway, 1882
- Asio flammeus galapagoensis (Gould, 1837)
- Asio flammeus pallidicaudus Friedmann, 1949
- Asio flammeus suinda (Vieillot, 1817)
- Asio flammeus sanfordi Bangs, 1919
- Asio flammeus sandwichensis (A.Bloxam, 1827)
- Asio flammeus ponapensis Mayr, 1933

## Conservazione
La a IUCN Red List classifica Asio flammeus come specie a basso rischio (Least Concern).